# Mirtoviči
Mirtoviči – wieś w Słowenii, w gminie Osilnica. W 2018 roku liczyła 6 mieszkańców.